# Saltador (corrida landesa)

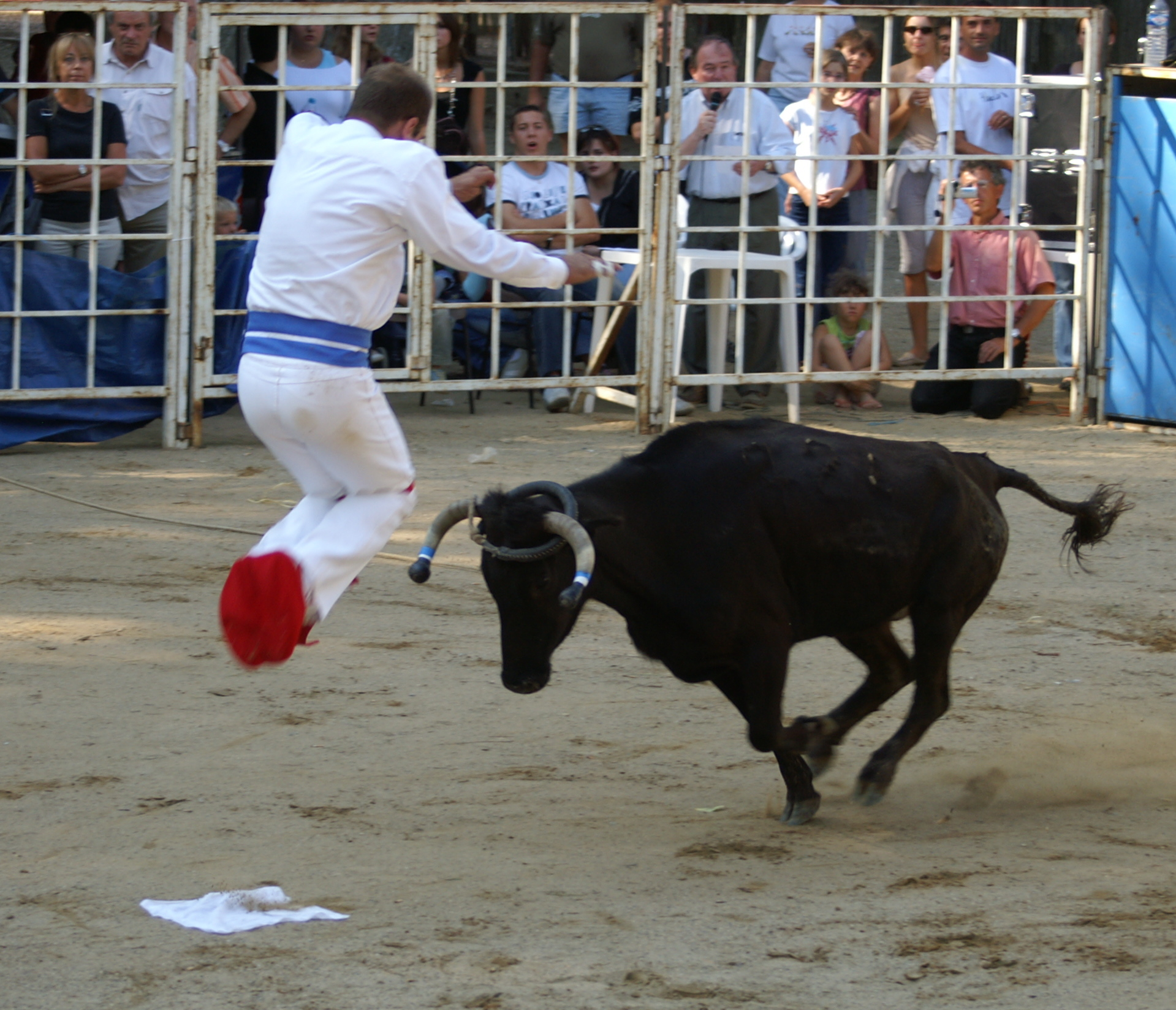
Un saltador en acción

El saltador es, junto con el quebrador, uno de los dos toreros de la corrida landesa. Se enfrenta a la "Coursière", una vaca de la corrida landesa, realizando saltos por encima de ella.

## Presentación
El primer salto mortal lo realizó Charles Kroumir en 1886 en Peyrehorade, pero no fue hasta la década de 1960 que esta disciplina se estableció como parte integral de la corrida landesa.
Salvo raras excepciones, el saltador es sobre todo un gimnasta que realiza una serie de saltos sobre el animal en movimiento. Pies envueltos en boina y piernas atadas con corbata, es la primera forma de salto, practicada desde el siglo XIX. Es el más difícil de conseguir, porque es necesario elevarse con ambos pies y sin impulso al menos 1,40 metros por encima de la vaca.
El giro mortal es la última llegada. Requiere un dominio perfecto del lenguaje corporal. Los otros dos, más clásicos, son el salto angelical aparentemente más fácil y el clásico salto mortal.
En competición (corrida de desafío y concurso landés), todas las cifras son puntuadas por un jurado asistido por un contador y un asesor. Los saltos se clasifican según su dificultad y la calidad de la ejecución. : el salto en carrera (2,5 puntos), el salto del ángel (4 puntos), el salto de pies juntos (5 puntos), el salto mortal (6 puntos) y el salto mortal con giro (7 puntos).
Las principales faltas sancionadas son la ejecución del salto fuera del eje de carrera de la vaca, el aterrizaje desbloqueado, desequilibrado o aplastado, una mala posición del cuerpo o de las piernas separadas o no estiradas.